# Сторновей (Шотландия)
Сто́рновей или Сто́рноуэй (англ. Stornoway, скотс Stornoway, гэльск. Steòrnabhagh) — город в регионе Остров Льюис, на северо-западе Шотландии. Административный центр округа На-х-Эланан-Шиар (до 1997 года округ назывался Уэстерн-Айлс).

## География

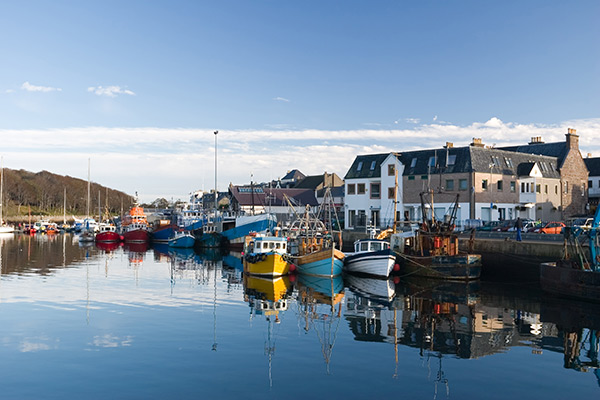
Бухта Сторновей

Город находится в северной, большей части острова Льюис-энд-Гаррис на северном берегу бухты Сторновей.

## Климат
| Показатель                    | Янв.  | Фев.  | Март  | Апр. | Май  | Июнь | Июль | Авг. | Сен. | Окт. | Нояб. | Дек.  | Год   |
| ----------------------------- | ----- | ----- | ----- | ---- | ---- | ---- | ---- | ---- | ---- | ---- | ----- | ----- | ----- |
| Абсолютный максимум, °C       | 14,4  | 13,9  | 19,1  | 20,3 | 23,9 | 25,6 | 25,8 | 26,3 | 25,0 | 21,1 | 16,1  | 14,4  | 26,3  |
| Средний суточный максимум, °C | 7,1   | 7,1   | 8,1   | 9,8  | 12,2 | 14,1 | 16,0 | 16,0 | 14,3 | 11,7 | 9,3   | 7,6   | 11,1  |
| Средняя температура, °C       | 4,8   | 4,8   | 5,5   | 7,0  | 9,2  | 11,3 | 13,3 | 13,4 | 11,7 | 9,3  | 7,0   | 5,3   | 8,6   |
| Средний суточный минимум, °C  | 2,4   | 2,2   | 2,9   | 4,2  | 6,2  | 8,7  | 10,7 | 10,8 | 9,1  | 6,8  | 4,3   | 2,7   | 5,9   |
| Абсолютный минимум, °C        | −12,2 | −11,1 | −10,6 | −8,9 | −4,4 | −0,6 | 0,0  | 0,0  | −0,4 | −4,4 | −7,8  | −11,2 | −12,2 |
| Норма осадков, мм             | 141   | 107   | 114   | 74   | 61   | 62   | 74   | 89   | 109  | 137  | 129   | 123   | 1219  |
| Источник: Погода и Климат     |       |       |       |      |      |      |      |      |      |      |       |       |       |

## История
Норвежское господство на Гебридах продолжалось примерно с 800 по 1266 год. «Старый» замок в Сторновее был построен около 1300 года кланом Николсонов норвежского происхождения и окончательно разрушен в 1882 году.  Около 300 лет с начала XIV по конец XVI века Льюис находился под контролем клана Маклеодов. В 1598 шотландским королём Яковом VI была предпринята попытка колонизировать остров. Это привело к тому, что в 1610 году остров перешёл к клану Сифортов. Сифорты владели островом вплоть до 1844 года, когда Худ Маккензи продала остров Джеймсу Мэтисону. Джеймс вложил часть своего состояния в развитие города и построил в Сторновее Замок Льюс (1847-52). Его внучатый племянник Дункан Мэтисон в 1918 году продал остров Уильяму Хаскет Леверу, который в 1923 году передал город в коммунальную собственность его жителям. В 1975 году городской совет Сторновея был упразднён и вся местная власть перешла к Совету области Внешние Гебриды.
В ночь на 1 января 1919 года при входе в бухту Сторновей затонуло судно королевского флота «HMS Iolaire». Более двухсот человек погибло. В память об этом событии в 1958 году в районе места крушения был сооружён монумент .

## Экономика
В аэропорту Сторновей несколько авиакомпаний предлагают рейсы в Абердин, Глазго, Инвернесс, Эдинбург и на остров Бенбекьюла.
Автомобильный паром «MV Isle of Lewis» транспортной компании «Caledonian MacBrayne» ходит из Сторновея в городок Аллапул на севере основной части Шотландии.
В Сторновее работает одна из крупнейших фабрик по производству ткани «Харрис Твид», а также частная пивоварня «Hebridean Brewing Company».
Город относится к почтовому району Внешние Гебриды, которому соответствует код «HS».

## Политика и власть
При выборах в Палату Общин город входит в избирательный округ «Внешние Гебриды». С 1970 по 1987 год представителем островов в парламенте был местный уроженец шотландский националист Дональд Стюарт. С 1987 по 2005 — сторновеец лейборист Калум Макдональд. С 2005 года — шотландский националист Ангус Макнейл. Макдональд и Макнейл выпускники сторновейской школы «Николсон Институт».
В Сторновее находится Совет области Уэстерн-Айлс (гэльск. Comhairle nan Eilean Siar). При выборах в Совет области собственно сам город представляет восемь из 31 депутатов от избирательных округов «Сторновей Северный» (гэльск. Steornabhagh A Tuath) и «Сторновей Южный» (гэльск. Steornabhagh A Deas).
Одно из отделений Береговой Охраны находится в Сторновее. В их задачи входит спасение на водах на участке от полуострова Арднамурчан до мыса Урат вдоль побережья «материковой» Шотландии и все Западные острова включая Барру, Льюис и Сент-Килду.
В сторновейском отделении «Пожарно-спасательной службы Северо-шотландского нагорья и Островов» служит 20 спасателей, два специальных транспортных средства.

## Культура

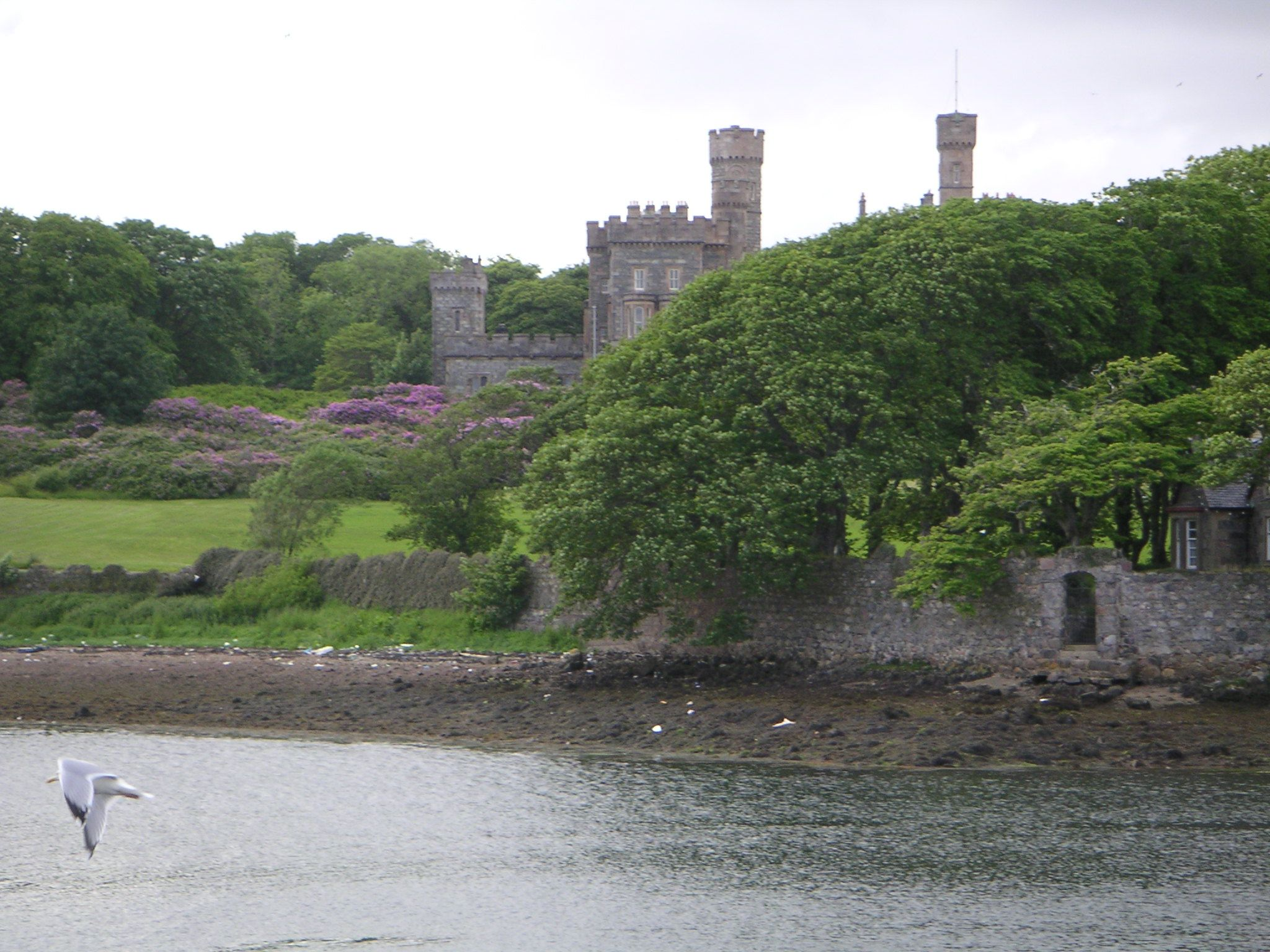
Замок Льюс

В городе находится одно из отделений Университета Стерлинга. Его студенты получают образование в области сестринского и акушерского дела. Отдел работает на базе местного госпиталя. Отделение Университета Северо-Шотландского Нагорья и Островов «Льюс Касл Колледж» открыто в 1953 году. Здание колледжа находится вблизи Замка Льюс. В центре города расположена крупнейшая средняя школа Внешних Гебрид «Николсон Институт», более 1 000 учащихся.
Радиостанция «BBC Radio nan Gàidheal» ведёт вещание на гэльском языке. Местная газета «Сторновей газетт» принадлежит издательской компании «Johnston Press».
Замок Льюс построен в середине XIX века в неоготическом стиле. Ежегодно на территории замка проводится музыкальный фестиваль народной музыки «Hebridean Celtic Festival».

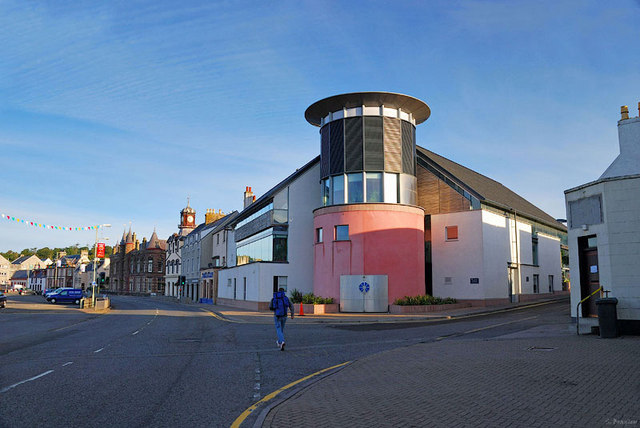
Новое здание центра искусств «An Lanntair»

В середине 1980-х годов в бывшем здании городского совета был открыт центр искусств «An Lanntair». Впоследствии для центра было построено новое здание в котором работает кинотеатр, галерея, ресторан, аудитория на двести мест и другое.

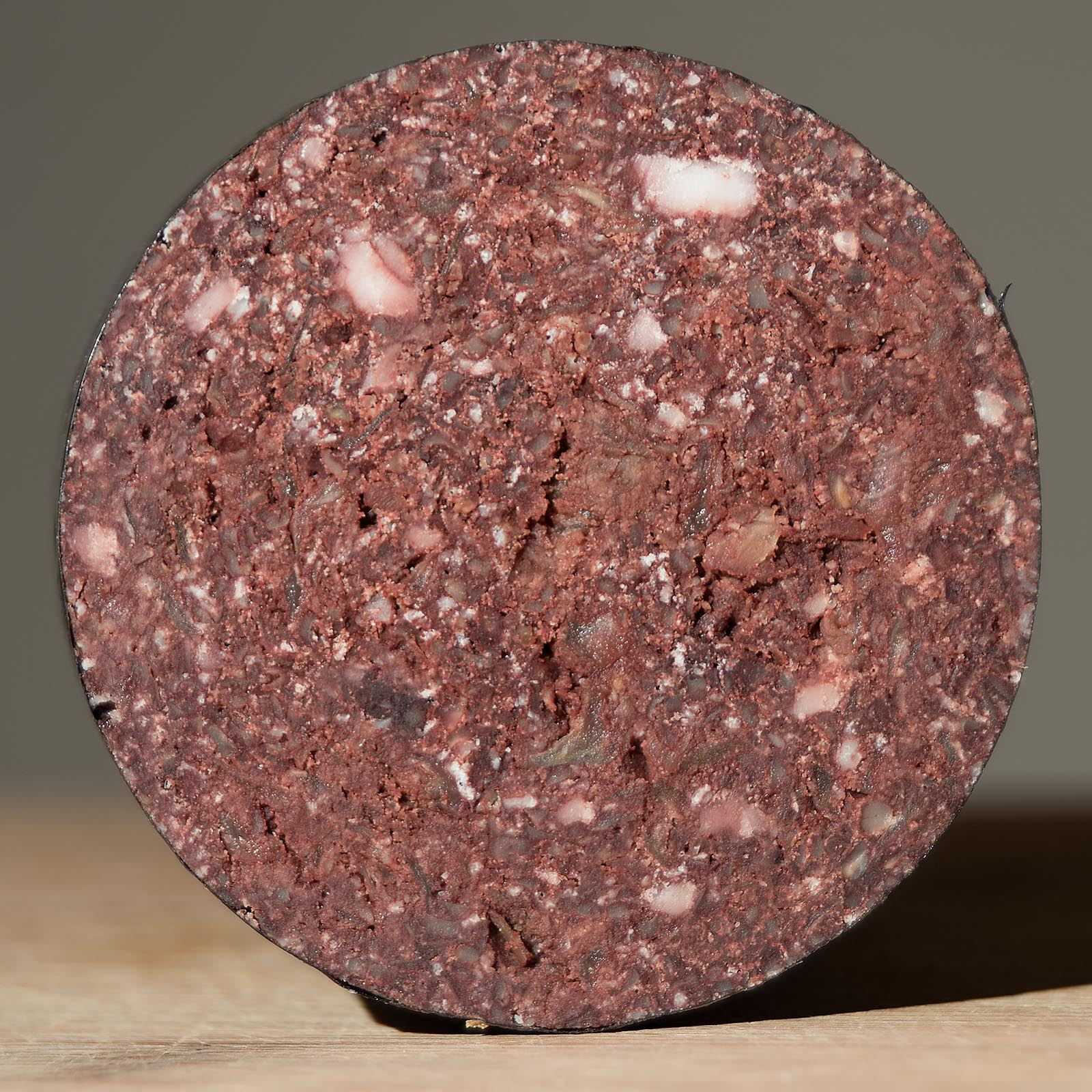
«Сторновейский чёрный пудинг»

В 2006 году ассоциация производителей «Сторновейского чёрного пудинга» — аналога кровяной колбасы, но со значительным добавлением овса, зарегистрировала это название в рамках европейской программы по защите географических указаний в ЕС со статусом PGI. В состав продукта входят говяжий жир, овсяная каша, лук репчатый, овечья, говяжья или свиная кровь, вода, соль и перец. Это блюдо является неотъемлемой частью традиционного шотландского завтрака.

## Спорт
Любительская футбольная команда «Сторновей Юнайтед» основана во второй половине 1940-х годов. В сезоне 2012 года команда выступает в «Футбольной лиге Льюиса и Гарриса» и нескольких любительских кубках.
Команда «Льюис Каманчд» играет в третьем северном дивизионе в шинти — командную спортивную игру с клюшками и мячом на траве.

## Известные уроженцы
- Шейла Кестинг — религиозный деятель, модератор Генеральной ассамблеи Церкви Шотландии в 2007 году.
- Агнус Макаскилл — канадский гигант, артист цирка шотландского происхождения[22].
- Александр Маккензи — путешественник[23].
- Колин Маккензи — полковник, начальник департамента исследования Индии, коллекционер искусства и ориенталист.
- Мэри Маклауд — мать американского предпринимателя Дональда Трампа.
- Кен Маклеод — писатель-фантаст[24].
- Артур Пинк — английский теолог.
- Дерик Томпсон — поэт, писатель, профессор Университета Глазго.

## Интересные факты
- Британский музыкальный коллектив «Сторновей» был основан в 2006 году в Оксфордшире. Лондонским лейблом «4AD Records» в 2010 году был выпущен их единственный полноформатный альбом «Beachcomber's Windowsill»[25].